# クリプト・スタイル
『クリプト・スタイル』（Crypt Style）は、アメリカのロックバンド、ジョン・スペンサー・ブルース・エクスプロージョンが1992年に発表したアルバム。

## 解説
日本のインディレーベル、「1+2Records」よりリリース。本国アメリカでのデビュー・アルバム『The Jon Spencer Blues Explosion』（日本盤は発売されていない）のバージョン違いで、ジェリー・リー・ルイスのカバー曲「Lovin' Up A Storm」などを収録。アルバム『The Jon Spencer Blues Explosion』より8曲多く収録されている。日本では実質デビュー・アルバムとなる。

## 収録曲
1. "Lovin' Up A Storm"
2. "Support-A-Man"
3. "White Tail"
4. "'78 Style"
5. "Chicken Walk"
6. "Mo' Chicken/Let's Get Funky"
7. "Water Main"
8. "Like A Hawk"
9. "Big Headed Baby"
10. "The Feeling Of Love"
11. "Kill-A-Man"
12. "Rachel"
13. "History Of Sex"
14. "Comeback"
15. "Twentynine"
16. "What To Do"
17. "40 lb Block Of Cheese"

### ボーナストラック
1. "Write A Song"
2. "I.E.V."
3. "Eye To Eye"
4. "Eliza Jane"
5. "Maynard Ave."
6. "Colty"
7. "Intro A"
8. "Biological"